# Oli Shaw
Oli Shaw, né le 12 mars 1998 à Édimbourg en Écosse, est un footballeur écossais qui évolue au poste de avant-centre avec Hamilton Academical.

## Biographie

### Carrière en club
Né à Édimbourg en Écosse Oli Shaw est formé par l'un des clubs de la capitale, le Heart of Midlothian, avant de rejoindre en 2013 le rival du Hibernian FC, basé dans la même ville, où il poursuit sa formation.
Shaw joue son premier match avec l'équipe première du Hibernian FC le 1er août 2015, à l'occasion d'une rencontre de coupe de la Ligue écossaise face au Montrose FC. Il entre en jeu ce jour-là et son équipe s'impose sur le score de 3-0.
Lors de la saison 2016-2017 Shaw est prêté au  Stenhousemuir FC, en troisième division écossaise.
Le 22 janvier 2020, Oli Shaw s'engage en faveur de Ross County.
Le 31 août 2021, dernier jour du mercato estival, Oli Shaw rejoint le Kilmarnock FC pour un contrat de deux ans.
Le 30 octobre 2021, Shaw se fait remarquer en réalisant un doublé, lors d'une rencontre de championnat face au Queen of the South FC. Titulaire, il participe à la victoire de son équipe par quatre buts à zéro.
Le 31 janvier 2023, il rejoint Barnsley.

### Carrière en équipe nationale
Le 6 septembre 2018 Oli Shaw fête sa première sélection avec l'équipe d'Écosse espoirs contre Andorre où il entre en jeu et contre qui son équipe s'impose par trois buts à zéro.

## Palmarès
- Kilmarnock
  - Champion de Scottish Championship (D2) : 2022